# Görogly
Görogly, precedentemente Tagta, è la città capoluogo del distretto di Görogly situato nella provincia di Daşoguz, in Turkmenistan.